# Mordella defectiva
Mordella defectiva es una especie de coleóptero de la familia Mordellidae.

## Distribución geográfica
Habita en Ceilán.